# WTA Challenger de Angers
O WTA Challenger de Angers  – ou Open In Arte Angers Loire, atualmente – é um torneio de tênis profissional feminino, de nível WTA 125.
Realizado em Angers, no oeste da França, estreou em 2021. Os jogos são disputados em quadras duras cobertas durante o mês de dezembro.

## Finais

### Simples
| Ano  | Campeã             | Vice-campeã        | Resultado      |
| ---- | ------------------ | ------------------ | -------------- |
| 2024 | Alycia Parks       | Belinda Bencic     | 7–64, 3–6, 6–0 |
| 2023 | Clara Burel        | Chloé Paquet       | 3–6, 6–4, 6–2  |
| 2022 | Alycia Parks       | Anna-Lena Friedsam | 6–4, 4–6, 6–4  |
| 2021 | Vitalia Diatchenko | Zhang Shuai        | 6–0, 6–4       |

### Duplas
| Ano  | Campeãs                              | Vice-campeãs                            | Resultado        |
| ---- | ------------------------------------ | --------------------------------------- | ---------------- |
| 2024 | Monica Niculescu Elena-Gabriela Ruse | Belinda Bencic Céline Naef              | 6–3, 6–4         |
| 2023 | Cristina Bucșa Monica Niculescu      | Anna Danilina Alexandra Panova          | 6–1, 6–3         |
| 2022 | Alycia Parks Zhang Shuai             | Miriam Kolodziejová Markéta Vondroušová | 6–2, 6–2         |
| 2021 | Tereza Mihalíková Greet Minnen       | Monica Niculescu Vera Zvonareva         | 4–6, 6–1, [10–8] |